# بلد فليم (القفر)

تعديل مصدري - تعديل

بلد فليم هي إحدى قرى عزلة بني مسلم بمديرية القفر التابعة لمحافظة إب، بلغ تعداد سكانها 226 نسمة حسب تعداد اليمن لعام 2004.